# Alphonse Pénaud
Pour les articles homonymes, voir Penaud.
Charles-Alphonse Pénaud, né le 31 mai 1850 et mort le 22 octobre 1880, à Paris, fils du vice-amiral Charles-Eugène Pénaud, est un ingénieur français, inventeur et précurseur de l'aviation.
Il conçoit, réalise et fait voler des machines volantes de petite dimension dont l'avion Planophore, propulsé par une hélice entraînée par un moteur caoutchouc, ainsi que des hélicoptères à hélices et des ornithoptères. En 1876, il brevète avec Paul-Élie Gauchot les plans d'un hydravion muni d'un train d'atterrissage rétractable.

Selon l'historien Gibbs-Smith (en), Pénaud « est un des géants de l'aéronautique, au même rang que George Cayley et les frères Wright ».

## Biographie
Il entre à l'École navale, mais en jouant un coup de balançoire révèle une tuberculose ostéoarticulaire de la hanche dénommée coxalgie. La perte fonctionnelle de la hanche le contraint à utiliser des béquilles et à renoncer à la carrière d'officier de marine dans laquelle il s'était engagé.
Sa formation, sa passion pour les mathématiques et son esprit inventif l'orientent vers la navigation aérienne et le vol des plus lourds que l'air.

### Ses inventions

#### Le moteur caoutchouc
Pénaud va réussir à faire voler des petites machines volantes en remplaçant le moteur à ressort métallique « par la détorsion d'une ou plusieurs lanières de caoutchouc préalablement tordues sur elles-mêmes ».

#### L'hélicoptère automoteur

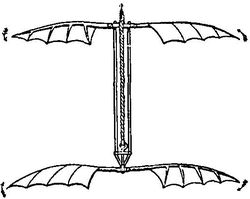
Hélicoptère : à ressort de caoutchouc (deuxième version, 1872)

En avril 1870, il présente à Gabriel de la Landelle plusieurs modèles réduits, qui s'élèvent à plus de 15 mètres, font du surplace, et planent inclinés en décrivant des cercles. Il s'agit d'un hélicoptère à deux hélices bipales contrarotatives, une au-dessus et l'autre en dessous de l'appareil. 
Il a été créé à partir d'une machine à vol vertical du physicien mécanicien François Bienvenu (1758-1831), et de Claude Launoy (naturaliste demeurant rue Plâtrière, inventeur du fondmine en 1786), qui fut présentée à l'Académie des Sciences de Paris le 28 avril 1784. C'était un appareil de 60 cm muni de deux rotors en plumes d’oie. Cet appareil était motorisé par un ressort  (une ficelle enroulée autour d'un axe et attachée à un arc précintré. Quand l'arc se détend, il libère l'énergie emmagasinée en déroulant la ficelle, qui actionne les rotors en sens inverse).
Pénaud a simplifié et allégé ce système moteur en le remplaçant par une lanière de caoutchouc tordue. L'« hélicoptère à moteur caoutchouc » est né.

#### L'aéroplane automoteurPlanophore

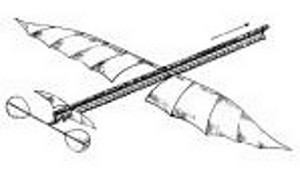
Planophore : aéroplane à moteur caoutchouc (1871)

Au Jardin des Tuileries le 18 août 1871, il fait voler plusieurs fois, en présence de représentants de la Société aéronautique de France, un "aéroplane automoteur" (motorisé), le Planophore, un monoplan de 45 cm d'envergure  pesant 16 g, muni d'une hélice bipale arrière de 21 cm de diamètre actionnée par un moteur caoutchouc, d'un empennage  stabilisateur, et d'ailes à profil cambré. Moteur remonté à 240 tours, il s'envole et atterrit après avoir parcouru environ 40 mètres en 11 secondes. Pour la première fois dans les débuts de l'aviation, Pénaud explique et démontre expérimentalement la stabilité longitudinale de son aéroplane, grâce à son empennage arrière stabilisateur. C'est un des tout premiers aéroplanes à moteur capables de voler, réunissant à la fois portance suffisante, stabilité de vol, propulsion légère et efficace.

#### Les petits oiseaux artificiels

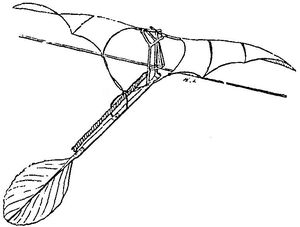
Ornithoptère : oiseau artificiel à caoutchouc tordu (version de 1872)

En septembre, il fait voler de « petits oiseaux artificiels », en employant comme moteur du caoutchouc tordu. Les ailes battent dans un même plan par l'intermédiaire de bielles et d'une manivelle. Ce sont les premiers ornithoptères.
Par la suite, pour plus de solidité, il fait construire un mécanisme d'acier, imaginé par son frère Eugène Pénaud (1842-1903), par le mécanicien Claude Jobert (1829-1903), et présente le nouvel oiseau à la Société aéronautique de France, le 20 juin 1872. (Abel Hureau de Villeneuve, ce jour, présente également un « oiseau à caoutchouc tordu »). Cette même année, il est archiviste à la Société, qui deviendra la Société française de navigation aérienne en 1873. Un autre modèle est présenté en octobre 1874, il effectue à la fois le vol ascendant vertical, et les vols ascendants oblique et horizontal déjà obtenus.
Le 11 juin 1875, son mémoire partage les récompenses pour le Grand prix des sciences mathématiques, ayant pour sujet : « donner une théorie mathématique du vol des oiseaux », avec celui de l'équipe Crocé-Spinelli (décédé, en avril, à bord du Zénith) et Hureau de Villeneuve (1833-1898), et reçoit la somme de 2 000 francs par l'Académie des Sciences, pour « appareils de vol mécanique ».
Le 2 juillet, les hélicoptères et les aéroplanes sont présentés avec succès à la Société de Physique, où les équipes, Crocé-Spinelli, Montfallet, et Petard, Tatin, s'en étaient déjà inspiré.
De 1873 à 1876, il est rédacteur dans L'Aéronaute, bulletin mensuel illustré de la Société française de navigation aérienne (fondé en 1870 et dirigé par le Dr Abel Hureau de Villeneuve), dans laquelle il publie de nombreux ouvrages. Le 26 janvier 1876, il démissionne du poste d'archiviste de la Société, et, de celui de membre du comité de rédaction de l'Aéronaute, pour raison de santé.
Au cours du 3e trimestre 1875, il devient membre associé de la Société des ingénieurs civils de France, présenté par MM. Paul-Élie Gauchot (†1905), Armengaud, et Achille Brüll (1836-1911) (directeur de la société de dynamite de Paulilles de 1870 à 1873, pionnier de la dynamite et collaborateur de Nobel), membre du Comité.

#### Projet et brevet d'aéroplane

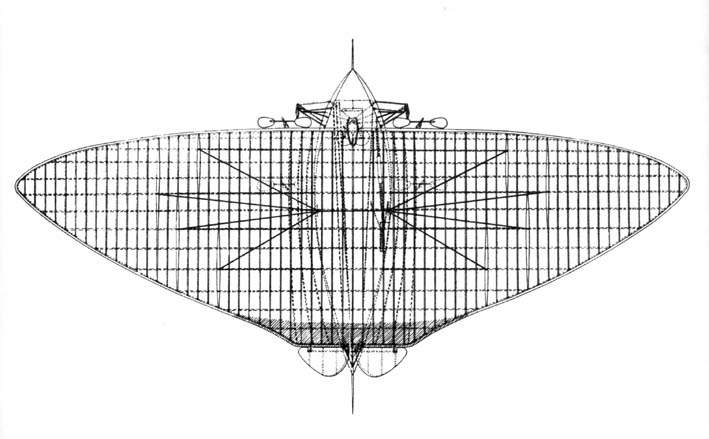
Projet d'aéroplane (vue de dessus, 1876)

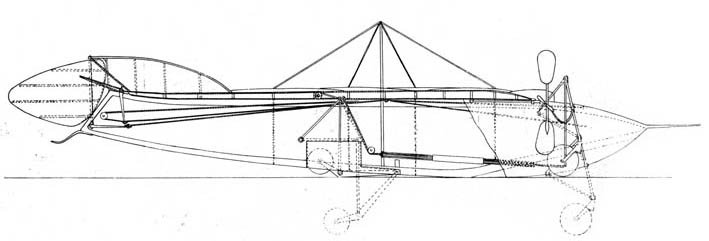
Projet d'aéroplane (vue de côté, 1876)

Le 17 février 1876, Alphonse Pénaud et Paul-Élie Gauchot, ingénieur mécanicien, déposent une demande de  brevet pour un « Aéro-plane ou appareil aérien volant » (brevet no 111.574), il est délivré le 8 avril par arrêté du ministre de l'agriculture et du commerce. L'aéroplane est un monoplan biplace à nacelle étanche, avec deux hélices quadripales (une sur chaque aile), un train de roues rétractable, des gouvernails, ainsi que des instruments de navigation. C'est le premier appareil amphibie, Alphonse Pénaud veut le réaliser en grand et le piloter.

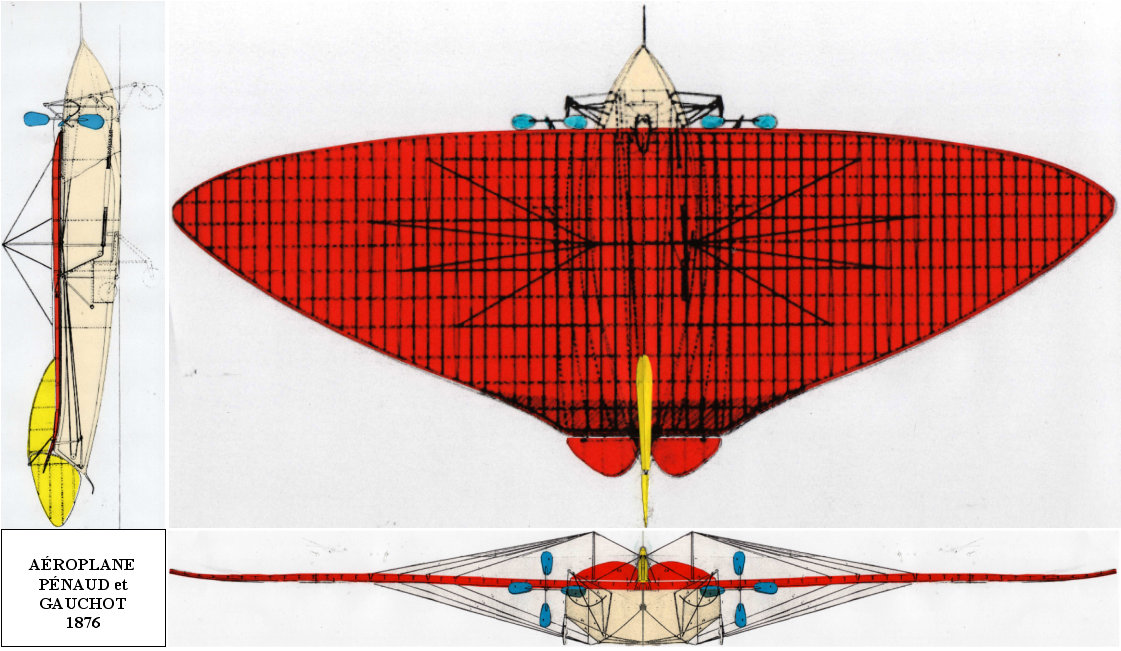

Une autre demande de brevet, déposée le 24 janvier 1878, porte sur l'emploi de l'hydrogène solidifié dans la navigation aérienne.

#### Instruments de navigation
Il est adepte du « plus lourd que l'air », et passionné du vol, il oriente aussi des recherches vers le ballon, sans cesser ses études sur l'aviation, d'après Gabriel de la Landelle. Il effectue le premier voyage aérien de Crocé-Spinelli et Sivel le 26 avril 1873, avec Claude Jobert et le Dr C. M. Félix Petard (1830-1883, rédacteur en chef de la Revue étrangère médico-chirurgicale dès 1856 et membre fondateur du Cercle de la Presse scientifique, consul des États-Unis à Strasbourg en 1869), à bord du ballon l'Étoile polaire. D'intéressantes observations météorologiques et physiologiques sont le fruit de ce voyage aérien. Il invente des instruments d'aide à la navigation : un appareil à faire le point ; il imagine et construit un baromètre à membrane de caoutchouc, au 50/100e ; un « trace-route » pour marquer les points sur les cartes ; et d'autres encore.

### Décès et testament
Pénaud cherche un financement pour la construction de son projet, et demande une aide à la Société française de navigation aérienne, qui refuse. En 1880, il se tourne pour obtenir un soutien vers Henri Giffard qui a construit en 1852 le premier dirigeable, mais celui-ci ne l'aide pas, c'est un balloniste, il ne croit pas au « plus lourd que l'air » (Jules Verne cite dans son roman Robur le Conquérant l'opposition des deux clans. L'écrivain invente d'ailleurs « L'Épouvante » de son roman Maître du monde (1904) en reprenant entièrement l'invention de Pénaud). Accablé de douleurs physique et morales, il met fin à ses jours le 22 octobre 1880, d'un coup de revolver, chez lui au 14, rue de Castellane,, il n'a alors que 30 ans. Auparavant, il fait livrer tous ses dessins techniques, rangés dans un petit cercueil d'enfant, chez Henri Giffard. Celui-ci se suicidera, également, deux ans plus tard.
Dans son testament olographe, en date du 12 juin 1880, Charles-Alphonse Pénaud lègue à l'Académie des Sciences : 6 000 francs pour un prix, décerné tous les deux ou trois ans, destiné à celui qui aura fait le plus progresser la question de la locomotion aérienne, soit par les ballons, soit par l'aviation ; 5 000 francs pour la recherche des poisons, leurs effets et contre-poisons ; et 3 000 francs pour la recherche sur les greffes. Soit un total de 14 000 francs. Mais, après s'être concertée avec la famille, la commission administrative, propose à l'Académie la somme de 3 000 francs consacrée, conformément aux souhaits du défunt, à un prix « unique relatif à l'aviation ». L'Académie accepte, par décret, le 18 septembre 1880. Ce Prix Pénaud est décerné en 1883, à : Gaston Tissandier (1843-1899), Duroy de Bruignac (1831-1907), et Victor Tatin (1843-1913),.
Ses travaux inspirèrent son ami Victor Tatin, Jules Marey, Charles Renard, et Samuel P Langley, ainsi que les frères Orville et Wilbur Wright, qui enfants, jouèrent avec un hélicoptère-jouet fait de papier, bambou et liège avec un élastique long actionnant l'hélice.